# 同志社女子大学短期大学部
同志社女子大学短期大学部（どうししゃじょしだいがくたんきだいがくぶ、英語: Doshisha Women's Junior College）は、京都府京田辺市興戸に本部を置いていた日本の私立大学である。1986年に設置され、2003年に廃止された。大学の略称は同女短。

## 概要

### 大学全体
- 学校法人同志社により1986年に設置された[2]日本の私立短期大学[3]。
- キャンパスは女子大学と同じ京都府京田辺市内に所在しており[4]、2学科で入学定員はトータル400名体制からスタート[5]、以後は暫くその定員数及び学科数の増減なし[6][7][8][9]。
- 1992年以降は、各学科とも240名に増員される[10][11]。
- 予て設置計画していた新学部が認可されたことで、結果的には1999年度の入学生を最後に短期大学としての使命を終えた。

### 建学の精神（校訓・理念・学是）
- 同志社女子大学を参照。ほか、知育・徳育・体育の形成をうりにしていた[12]

### 教育および研究
- 同志社女子大学短期大学部には日本語日本文学科・英米語科が設置されており、いずれも大学と類似したものとなっていた。一般教育科目には「京都の文化」・「京都の歴史」・「女性学演習」といった科目も置かれていた[13]。

### 学風および特色
- 同志社女子大学短期大学部は現在地に同志社女子大学の新キャンパスが設置されたのに伴い併設された短大で、一学年の定員が最多で480名とかなり多いものとなっていた。学部の新設に伴い短期大学部の募集を取りやめ、廃止となる。

## 沿革
- 1984年 左記年度中に短期大学の立地を内定済とする[14]
- 1985年
  - 12月25日 左記を以て文部省[注 1]より短期大学の設置が認可される[15]。
- 1986年
  - 4月1日 同志社女子大学短期大学部が以下の学科体制を以て開学する[16][17]。
    - 日本語日本文学科 入学定員200[注 2]
    - 英米語科 入学定員200[注 3]
- 1992年　
  - 4月1日 左記を以て各学科の入学定員を以下の通り変更する[19]。
    - 日本語日本文学科 入学定員200→240[注 4]
    - 英米語科 入学定員200→240[注 5]
- 1999年 左記をもって学生募集を終了する[21][注 6]。
- 2003年
  - 8月8日 左記をもって正式廃止[23]。

## 基礎データ

### 所在地
- 京都府京田辺市興戸

### 象徴
- 同志社女子大学を参照。

## 教育および研究

### 組織

#### 学科
- 日本語日本文学科
- 英米語科

#### 専攻科
- なし

#### 別科
- なし

#### 取得資格について
- 卒業と同時に取得できる資格・免許などの設定はなかったが、TOEIC・秘書技能検定などの民間資格取得支援が行なわれていた。

### 研究
- 『<研究プロジェクト総合報告> 教育・研究におけるコンピューターの活用 : III 5.本学学生の体力について : 短期大学部を中心として』[1]。

## 学生生活
- 同志社女子大学を参照。

## 大学関係者と組織

### 大学関係者組織
- 同志社女子大学を参照。

### 大学関係者一覧
歴代学長
- 児玉実英

出身者
- 石田紗英子：フリーアナウンサー

## 施設

### キャンパス
- 同志社女子大学を参照。なお、短期大学が存続していた時分のキャンパスの略図は右記も参照[24]。

### 寮
- 学内に設置されていた。

## 対外関係

### 他大学との協定
- 1994年に『京都・大学センター』に参加し、なおかつ単位互換協定締結校となる[25][26][27]。
- 1997年 シティーカレッジ参加校に加盟[28]。
- ほか、大学コンソーシアム京都に加盟[29]。

### 関係校
- 新島学園短期大学
- 新島学園中学校・高等学校

### 系列校
- 同志社大学
- 同志社女子大学
- 同志社高等学校
- 同志社中学校
- 同志社香里中学校・高等学校
- 同志社女子中学校・高等学校
- 同志社国際中学校・高等学校
- 同志社小学校
- 同志社幼稚園

## 卒業後の進路について

### 編入学・進学実績
- 系列の同志社大学および同志社女子大学以外では、以下の実績一例があげられる[30]。
  - 日本語日本文学科：関西学院大学ほか
  - 英米語科：龍谷大学・梅花女子大学ほか

## 関連サイト
- 同志社女子大学#歴史年表